# Патрило Ісидор Іван
Патри́ло Іси́дор Іва́н ЧСВВ (30 листопада 1919, Судова Вишня — 27 жовтня 2008, Брюховичі) — український греко-католицький священник, протоархимандрит Василіянського Чину, історик церкви, бібліограф, доктор філософії, богослов'я та церковного права.

## Біографія

### Навчання
Навчався у Місійному інституті оо. Василіян у Бучачі. 30 серпня 1933 року вступив до Чину святого Василія Великого, у якому 27 квітня 1941 року склав довічні обіти. Філософсько-богословську освіту здобував у Василіянському студійному домі в Кристинополі (тепер — м. Шептицький) (1938–1940). Згодом навчався у Карловому університеті у Празі (1940–1944) та Українському вільному університеті (1945–1946). У 1943 р. арештований гестапо в Празі разом з іншими членами Василіянського Чину та вивезений на вугільні копальні Острави (Чехія), де 2 травня 1943 р. прийняв ієрейські свячення.

### Душпастирська та наукова діяльність
На еміграції з 1944. Душпастир українців-католиків у Німеччині (1944–1947), Англії (1947—1948) та Аргентині (1949–1955).
Захистив докторські дисертації «Педагогія Київської Академії 1631–1817» в УВУ (1944); «Петро Могила і його Академія. Причини до студій про знання і поширення св. Томи в Україні» в Римському папському університеті «Анджелікум» (1953). Вивчав канонічне і цивільне право в Римському папському університеті «Лятеранум» (1955—1958), де захистив ще одну докторську дисертацію на тему «Archiepiscopi-Metropolitani Kievo-Halicienses (attentis praescriptis М. Р. „Cleri Sanctitati“» (1961). Працював секретарем архимандрита о. Теодосія Галущинського та директором української редакції «Радіо Ватикану». Генеральний економ (1955–1962), генеральний секретар (1962–1976) Василіянського Чину. З 1976 по 1996 — протоархимандрит Василіянського Чину.
Член редакційної комісії для підготовки нового українського перекладу Святого Письма перекладу о. Івана Хоменка (1957–1963). З 1962 — директор Римського василіянського видавництва «Записки ЧСВВ» та «Української духовної бібліотеки». З 1972 р. очолив Літургійну комісію, яка виконала український переклад «Молитвослова» та інших богослужбових текстів. Консультор Священної Конгрегації Східних Церков. Брав участь у комісії для підготовки Кодексу Канонів Східних Церков. Член Українського богословського наукового товариства, НТШ та УВАН. Автор праць з історії української церкви, історії Києво-Могилянської академії, бібліографії і джерелознавства історії української церкви, біографістики, зокрема студій, присвячених архиєпископам і митрополитам Києва та Галича.
Після закінчення свого протоархимандричого служіння, о. Ісидор Патрило перебував у Генеральному Домі оо. Василіян у Римі, де допомагав своєму наступникові, о. Діонісієві Ляховичу, та продовжував наукову діяльність. Від 2006 року перебував у василіянському монастирі святого Йосифа в Брюховичах, біля Львова.
Помер 27 жовтня 2008 р. Похований на монашому цвинтарі у Крехові.

### Твори
- Вплив християнства на українське законодавство // Релігія в житті українського народу. — Мюнхен, 1966
- Церковні синоди // Світло. — Торонто, 1972. — № 4-12; — 1973; — № 1-4
- Джерела і бібліографія до історії української церкви: У 3 т. — Рим, 1975. — Т.1; — 1988. — Т.2; — 1992. — Т.3, Ч.1. [Видання не завершено]
- Нарис історії Галицької провінції Василіянського Чину // Записки ЧСВВ. — Рим, 1982. — Т.11
- Отець Павлин Демський, український місіонер для Сербії в 17 ст. // Зб. на пошану В.Янева. — Мюнхен, 1983
- Життя і творчість о. Атанасія Г. Великого (1918—1982) // Записки ЧСВВ (Рим). — 1985. — Т.12
- Нарис історії Василіян від 1743 до 1839 рр. // Записки ЧСВВ (Рим). — 1988. — Т.13
- Свята місія з Ватикану: Зб. проповідей. — Львів, 1996. (у співавт.)

## Вшанування пам'яті
- 25-27 жовтня 2019 року у Львові, Судовій Вишні та Крехові відбулися заходи, приурочені до 100-річчя від дня народження о. Ісидора Патрила: міжнародна конференція (у Львівському університеті), посвячення двох пам'ятних дошок в Судовій Вишні — на храмі Пресвятої Тройці (ПЦУ), де о. Патрило був охрещений і миропомазаний та на храмі Преображення Господнього (УГКЦ), моління за о. Ісидора Патрила в Крехівському монастирі.[1][2]
- 16 серпня 2022 року вулицю Пушкіна в Судовій Вишні перейменували на честь о. Ісидора Патрила.[3]